# Austrolimnophila (Limnophilaspis) brevisetosa
Austrolimnophila (Limnophilaspis) brevisetosa is een tweevleugelige uit de familie steltmuggen (Limoniidae). De soort komt voor in het Oriëntaals gebied.